# Парламентские выборы в Словении (2011)
Парламентские выборы в Национальную ассамблею Словении прошли 4 декабря 2011 года. Было избрано 90 депутатов. Эти выборы стали первыми досрочными выборами в истории Словении. На выборах проголосовали 69 % избирателей. Согласно неофициальным результатам, на выборах победила партия «Позитивная Словения», возглавляемая Зораном Янковичем. Первая сессия нового парламента пройдёт не позднее 24 декабря.

## Предварительные результаты
В соответствии с неофициальными результатами, опубликованными 7 декабря 2011 года после подсчёта 99,9 % голосов, места в ассамблее распределились следующим образом:
- 28 мест (28,55 %) получила партия «Позитивная Словения» (PS), которую возглавляет Зоран Янкович.
- 26 мест (26,22 %) получила Словенская демократическая партия (SDS), которую возглавляет Янез Янша.
- 10 мест (10,51 %) получила партия «Социал-демократы» (SD), которую возглавляет Борут Пахор.
- 8 мест (8,41 %) получила партия «Гражданский список Грегора Виранта[англ.]» (LGV), которую возглавляет Грегор Вирант[англ.].
- 6 мест (6,98 %) получила партия «Демократическая партия пенсионеров Словении» (DeSUS), которую возглавляет Карл Эрявик[англ.].
- 6 мест (6,88 %) получила партия «Словенская народная партия» (SLS), которую возглавляет Радован Жерьяв[англ.].
- 4 мест (4,81 %) получила «Новая Словения» (NSi), которую возглавляет Людмила Новак[англ.].

В соответствии с Конституцией Словении, оставшиеся два места отошли итальянской и венгерской национальным общинам, по одному представителю от каждой общины. Членом парламента от итальянской общины стал Роберто Баттелли, а от венгерской — Ласло Гёнц.
В Национальную Ассамблею прошли две новые партии, сформированные всего за несколько недель до выборов, — «Позитивная Словения», победившая на выборах, и «Гражданский список Грегора Виранта», занявшая четвёртое место. Словенская национальная партия (SNS) и две либеральные партии, Либеральная демократия Словении (LDS) и «Зарес», набрали менее 4 % голосов, и не прошли в ассамблею. Однако, в ассамблею вернулась христианско-демократическая правоцентристская партия «Новая Словения», не принимавшая участие в выборах 2008 года.
После объявления неофициальных результатов Янкович заявил, что победа партии стала доказательством того, что словенцы хотят эффективного государства, а он сам хочет сфокусироваться на экономическом росте.. Янша поздравил Янковича, заявив, что он готов к сотрудничеству, хотя ранее Янкович отказывался создавать коалицию со Словенской демократической партией. Лидер Социал-демократической партии и действующий премьер-министр Пахор заявил, что результат его партии оказался лучше, чем он ожидал, особенно, после отставки его правительства в начале сентября. Янкович также заявил, что он приглашает все партии к диалогу для создания коалиции. Тем не менее, аналитики предсказывают, что, вероятнее всего, в коалицию войдут «Позитивная Словения», Словенская демократическая партия, Гражданский список Грегора Виранта и Демократическая партия пенсионеров Словении.

## Комментарии СМИ
Иностранные СМИ сообщили о победе на выборах Зорана Янковича как о «неожиданном результате» и «тяжёлом ударе по Янезе Янши», так как общественный опрос предсказывал победу Янши.